# Festival international du film d'Afrique et des îles de La Réunion
Le Festival du film d'Afrique et des îles, ou FIFAI, est un festival de cinéma qui a eu lieu chaque année sur l'île de La Réunion, département d'outre-mer français dans le sud-ouest de l'océan Indien jusqu'en 2014. Fondé en 1996 par Alain Gili avec le soutien de l'association Village Titan, de l'Institut de l'image de l'océan Indien et de l'École supérieure d'art de la Réunion, il se déroulait au Port et récompensait les meilleurs films de réalisateurs originaires des Caraïbes, d'Afrique et de l'océan Indien. 

## Liste des personnalités ayant participé au festival
- Souleymane Cissé.
- Tony Coco-Viloin.
- Sarah Maldoror.